# Nuglar-Sankt Pantaleon
Nuglar-St. Pantaleon est une commune suisse du canton de Soleure, située dans le district de Dorneck.

## Géographie
Nuglar-Sankt Pantaleon se trouve à 488 m d'altitude, à environ 4 km au sud-ouest de la ville de Liestal (à vol d'oiseau). Le village groupé de Nuglar s'étend sur un plateau incliné vers l'est, les strates inférieures du plateau de Gempen dans le Jura tabulaire, au-dessus de l'Oristal, dans le Schwarzbubenland.
Le territoire de la commune, d'une superficie de 6,3 km², couvre une partie du nord du Jura. La limite orientale est formée par le ruisseau Orisbach, qui coule dans une vallée encaissée dans le Jura tabulaire avec un fond de vallée d'environ 200 m de large et des flancs de vallée abrupts. La vallée du Brunnenbach et une courte vallée séparant Nuglar de Sankt Pantaleon se jettent dans la vallée de l'Oris sur le territoire communal. Entre ces vallées se trouvent les hauts plateaux de Nuglar et de Sankt Pantaleon. Celles-ci s'élèvent progressivement vers l'ouest avant qu'un escarpement densément boisé, d'environ 100 m de haut, ne suive jusqu'au plateau de Gempen. L'escarpement est divisé du sud au nord par les promontoires de Schlimmberg (680 m d'altitude), Chanzel (700 m d'altitude) et Disliberg (700 m d'altitude). L'altitude la plus élevée de Nuglar-Sankt Pantaleon est de 715 mètres à Wacht. La limite occidentale de la commune longe principalement le bord oriental du plateau de Gempen, au-dessus de la pente abrupte vers les zones plus basses. Au nord, les terres de la municipalité s'étendent sur le plateau de Muni (580 m d'altitude) dans la vallée du Röserental. En 2014/2015, 12 % de la superficie de la commune était constituée d'habitations, 42 % de forêts et bosquets, 45 % d'agriculture et un peu moins de 1 % de terres improductives.
Nuglar-Sankt Pantaleon comprend les districts de Nuglar (487 m d'altitude) sur le plateau en dessous de Chanzel, Sankt Pantaleon (488 m d'altitude) sur le plateau en dessous de Schlimmberg et Herrenberg respectivement, les hameaux de Neunuglar (360 m d'altitude) et Orismühle (373 m d'altitude) dans Oristal, ainsi que quelques fermes individuelles. Les communes voisines de Nuglar-Sankt Pantaleon sont Büren (SO) et Gempen dans le canton de Soleure et Frenkendorf, Liestal, Seltisberg et Lupsingen dans le canton de Bâle-Campagne.

## Population
Avec 1488 habitants (au 31 décembre 2019), Nuglar-Sankt Pantaleon est l'une des plus petites communes du canton de Soleure. Parmi les habitants, 96,3 % sont germanophones, 0,7 % italophones et 0,7 % anglophones (en 2000). La population de Nuglar-Sankt Pantaleon était de 658 habitants en 1850 et de 666 en 1900. Au cours du XXe siècle, la population a augmenté lentement mais sûrement. Ce n'est que depuis 1980 (880 habitants) que l'on constate une augmentation significative de la population.

## Économie
Jusqu'à la seconde moitié du XXe siècle, Nuglar-Sankt Pantaleon était un village dominé par l'agriculture. Aujourd'hui encore, les cultures arables et l'arboriculture fruitière (notamment les cerisiers) ainsi que la production laitière et l'élevage jouent un rôle important dans la structure de l'emploi de la population. D'autres emplois sont disponibles dans les petites entreprises locales et dans le secteur des services, notamment la construction, la transformation du bois et les ateliers mécaniques. Au cours des dernières décennies, le village s'est développé en une communauté résidentielle. De nombreux employés sont donc des navetteurs qui travaillent principalement dans la région de Liestal et dans l'agglomération de Bâle.

## Transports
La commune est située à l'écart des grands axes routiers, sur une route de liaison entre Liestal et Dornach. Nuglar et Sankt Pantaleon sont tous deux reliés au réseau de transports publics par un service de bus postal qui va de Liestal à Büren.

## Histoire
Des découvertes isolées prouvent que le territoire communal de Nuglar-Sankt Pantaleon était déjà habité à l'époque néolithique. Un domaine romain était probablement situé près de Sankt Pantaleon.
La première mention documentaire de Nuglar remonte à 1147 sous le nom de Nugerolo. Plus tard, les noms Nugerol (1156), Nugeron (1289), Nuglen (1436), Nugler (1458), Niglars (1482) et Nuglar (1509) sont apparus. Saint Pantaleon est mentionné pour la première fois en 1285. Cependant, un établissement a dû exister bien plus tôt, ayant pris le nom du patron de l'église au cours du XIIIe siècle. Les orthographes ultérieures sont Sant Panthaleon (1372) et Sant Pantlion (1470).
Depuis la première mention, Nuglar et Sankt Pantaleon font partie des propriétés foncières du monastère de Beinwil. La règle séculaire fut ensuite détenue par les comtes de Thierstein. En 1522, les deux villages passent à Soleure et sont affectés au bailliage de Thierstein. Après la chute de l'Ancien Régime (1798), Nuglar et Sankt Pantaleon ont appartenu au district de Dornach pendant la période helvétique et au district de Dorneck à partir de 1803. Au XIXe siècle, les deux villages ont été réunis en une seule municipalité politique.

## Littérature
- Gottlieb Loertscher: Die Kunstdenkmäler des Kantons Solothurn, Band III: Die Bezirke Thal, Thierstein, Dorneck[5]. (= Kunstdenkmäler der Schweiz. Band 38). Hrsg. von der Gesellschaft für Schweizerische Kunstgeschichte GSK. Bern 1957

Vue aérienne (1948)